# Ryley Barnes
Ryley Brendan Barnes (Edmonton, 11 de outubro de 1993) é um jogador de voleibol indoor profissional canadense que atua na posição de ponteiro.

## Carreira

### Clube
Barnes atuou no voleibol universitário da Universidade de Alberta de 2011 a 2016. Em 2016 o ponteiro assinou seu primeiro contrato profissional para atuar pelo Tours Volley-Ball. Com o clube da cidade de Tours, o canadense conquistou o título da Taça CEV de 2016-17. Enquanto na temporada seguinte, o atleta se transferiu para a Rússia para defender as cores do Ural Ufa.
Em 2018 estreou no voleibol italiano após ser anunciado como o novo reforço do Kioene Padova, permanecendo no clube por duas temporadas. Em 2022 voltou as quadras para atuar no voleibol grego pelo PAOK Thessaloniki, com a qual conquistou o título da Copa da Grécia de 2022.
No mesmo ano, o atleta anunciou a sua volta para o voleibol francês para defender as cores do Tourcoing Lille Métropole.

### Seleção
Barnes foi medalhista de prata no Campeonato NORCECA Sub-21 de 2012 após derrota para a seleção norte-americana. No ano seguinte disputou o Campeonato Mundial Sub-21 de 2013, terminando a competição em décimo segundo lugar. Três ano após, conquistou a medalha de bronze na Copa Pan-Americana após derrotar a seleção mexicana.
No ano seguinte estreou na seleção adulta canadense, conquistando a inédita medalha de bronze na Liga Mundial de 2017.

## Títulos
Tours Volley-Ball
- Taça CEV: 2016-17

PAOK Thessaloniki
- Copa da Grécia: 2022

## Clubes
| Anos      | Clube                     |
| --------- | ------------------------- |
| 2016–2017 | Tours Volley-Ball         |
| 2017–2018 | Ural Ufa                  |
| 2018–2020 | Kioene Padova             |
| 2021–2022 | PAOK Thessaloniki         |
| 2022–     | Tourcoing Lille Métropole |